# 전북특별자치도도로관리사업소
전북특별자치도도로관리사업소(全北特別自治道道路管理事業所)는 지방자치법 제114조에 따라 도로 유지·보수의 원활한 수행과 중장비의 운영관리를 위하여 설치된 전북특별자치도청 소속기관이다. 전북특별자치도 순창군 적성면 적성로 128-13에 위치하고 있다.

## 같이 보기
- 전북특별자치도청